# Bolborhachium prochelyum
Bolborhachium prochelyum es una especie de coleóptero de la familia Geotrupidae.

## Distribución geográfica
Habita en el sur de Australia.